# Jasper Bisbee
Jasper E. „Jep“ Bisbee (* 29. Juli 1843 in Ossian, New York; † 10. August 1935 in Ludington, Michigan) war ein US-amerikanischer Old-Time-Musiker. Der aus dem Norden der USA stammende Fiddler war einer der wenigen Old-Time-Musiker, die für Edison Records aufnahmen und zugleich einer der ersten ländlichen Musiker, die je eine Schallplatte produzierten.

## Leben

### Kindheit und Jugend
Jasper Bisbee wurde bereits 1843 im New York State als jüngster Sohn von Alanson und Mary C. (Bagley) Bisbee geboren. 1858 zog die Familie ins Ionia County, Michigan, wo sie auf einer Farm wohnten, auf der der junge Bisbee half. In dieser Zeit entwickelte sich auch sein Interesse für die Musik. Angeblich baute Bisbees großer Bruder ihm eine Fiddle aus Pferdehaaren und einem Ast, auf der er alte Lieder nach Gehör von seiner Mutter erlernte.

### Weiteres Leben und späte Karriere
Während des Amerikanischen Bürgerkriegs zog Bisbee mit einer Show umher, in der er aber Trommel spielte. Laut Bisbees eigenen Angaben waren sie 1861 unter anderem auch in Detroit. Nach dem Krieg, zwischen 1869 und 1918, wechselte Bisbee häufig den Beruf – Musik war in seinem Leben aber immer gegenwärtig und er verdiente sich so etwas dazu, wahrscheinlich nahm er daraus zeitweise sogar den größten Teil seines Einkommens.
Erst mit 80 Jahren begann Bisbees Karriere als Schallplattenkünstler. Am 28. November 1923 begegnete er Thomas Edison, Begründer von Edison Records, Bisbee im Bahnhof von Newark, New Jersey. Sofort lud er Bisbee, seinen Sohn Earl und seine Tochter Beulah in das Edison Studio ein, wo er am ersten Tag mit Earl (Bass) und Beulah (Klavier) einige Songs einspielte, die aber nicht veröffentlicht wurden. Am zweiten Tag wurde Bisbee nur von seiner Tochter begleitet. Zusammen spielten sie Opera Reel, The Devil’s Dream, Money Musk with Variations, The Girl I Left Behind Me, McDonald’s Reel und College Hornpipe ein. Insgesamt benötigte Bisbee für jedes Stück drei Takes, sodass alleine am zweiten Tag 18 Bänder zusammenkamen. Für einen Mann seines Alters war das sicherlich eine beachtliche Leistung – Thomas Edison sagte später, dass Bisbee die meisten Aufnahmen an einem Tag für Edison machte, obwohl dies anzuzweifeln ist.
Im Februar 1924 veröffentlichte Edison The Devil’s Dream, das sich sehr gut verkaufte. Der Opera Reel zeigte ebenfalls gute Verkaufszahlen, sodass auch die anderen Stücke veröffentlicht wurden. Trotzdem war es Bisbees einzige Session, was wohl auf sein damals hohes Alter zurückzuführen ist.
Bisbee trat aber weiterhin vereinzelt auf. Seinen letzten Auftritt hatte er 1935 kurz vor seinem Tod auf einem Kirchenfest; kurz nach dem Auftritt erlitt Bisbee einen Herzinfarkt und eine Gehirnblutung. Er wurde in das lokale Krankenhaus gebracht, wo er schließlich
an den Folgen im Alter von 92 Jahren starb. Bisbee wurde auf dem West Cemetery nahe Paris, Michigan, beigesetzt.